# 笠田站
笠田站（日语：／ Kaseda eki */?）是位於和歌山縣伊都郡葛城町笠田東19番1號，西日本旅客鐵道（JR西日本）的和歌山線車站。

## 歷史
- 1900年（明治33年）11月25日 - 紀和鐵道（日语：紀和鉄道）橋本站至粉河站之間開通，此站啟用[1]。
- 1904年（明治37年）12月9日 - 南和鐵道路線由關西鐵道繼承，成為關西鐵道車站[1]。
- 1907年（明治40年）10月1日 - 關西鐵道被國有化（日语：鉄道国有法），成為帝國鐵道廳車站[1]。
- 1909年（明治42年）10月12日 - 制定路線名稱，成為和歌山線車站[1]。
- 1987年（昭和62年）4月1日 - 伴隨國鐵分割民營化，車站由西日本旅客鐵道（JR西日本）營運[1][2]。
- 2020年（令和2年）3月14日 - 車站開始可以使用IC卡「ICOCA」[3]。車站內設置了簡易IC卡閘機（只限出閘）。

## 車站構造
本站是地面車站，設有2面2線的相對式月台。站房位於1號月台側（下行），兩月台之間設有跨線橋連接，而站内沒有設置安全側線。本站設有為笠田高等學校師生而設的專用檢票口。
此站是由橋本站管理的業務委托車站，委托了JR西日本Maintec負責車站業務。但是車站櫃臺只於早上部分時段營業，此站設有POS終端。此外，此站設有自動售票機、入閘印字機。雖然此站是業務委託車站，但除部分列車外並不會開放所有車門。站房旁邊設有由葛城町管理的廁所（男女分開的濕廁）。
自2020年3月14日時間表修正起，此站可使用ICOCA等交通系IC卡。乘車時需要在車上拍卡，下車時需要在站內使用出閘用IC卡專用簡易閘機。

### 月台
| 月台 | 路線     | 上下行 | 方向             |
| ---- | -------- | ------ | ---------------- |
| 1    | 和歌山線 | 下行   | 粉河、和歌山方向 |
| 2    | 和歌山線 | 上行   | 橋本、五條方向   |

## 使用狀況
以下為1日平均乘車人次：
| 年度 | 1日平均 乘車人次 |
| ---- | ---------------- |
| 1998 | 890              |
| 1999 | 874              |
| 2000 | 846              |
| 2001 | 842              |
| 2002 | 779              |
| 2003 | 795              |
| 2004 | 827              |
| 2005 | 824              |
| 2006 | 835              |
| 2007 | 810              |
| 2008 | 832              |
| 2009 | 760              |
| 2010 | 785              |
| 2011 | 801              |
| 2012 | 776              |
| 2013 | 803              |
| 2014 | 794              |
| 2015 | 789              |
| 2016 | 756              |
| 2017 | 748              |
| 2018 | 749              |

## 車站周邊
- 葛城町觀光詢問處（鄰接車站大樓）
- 和歌山縣立笠田高等學校（日语：和歌山県立笠田高等学校）
- 葛城町立笠田中學（日语：かつらぎ町立笠田中学校）
- 葛城町立笠田小學（日语：かつらぎ町立笠田小学校）
- 葛城溫泉 八風之湯 (舊 野半之里溫泉 藏之湯)
- 寶來山神社
- 十五社之樟樹
- 丹生都比賣神社 (轉乘巴士乘坐約30分鐘)
- 串柿之里四鄉 (轉乘巴士乘坐約20分鐘)
- 紀陽銀行（日语：紀陽銀行）笠田分店
- A-Coop（日语：エーコープ）葛城店

## 巴士路線
- 葛城町社區巴士（日语：かつらぎ町コミュニティバス）

前往町內各方向的4條巴士路線均停靠此站。當中乘坐葛城町社區巴士可轉乘其他巴士路線前往鄰接的自治體。詳情參見該條目或町官方網站 （页面存档备份，存于）。

### 曾經存在的巴士路線
- 和歌山巴士那賀（日语：和歌山バス那賀）
  - 笠田線 (2002年4月取消，由葛城町社區巴士接管)
  - 志賀線 (2002年4月取消，由葛城町社區巴士接管)
- 南海巴士（日语：南海バス）／和歌山巴士那賀

廣域觀光實証實驗路線，從此站前往和泉中央站。逢星期六日提供服務，共有6往返班次。(於2019年3月尾廢止)

## 相鄰車站
西日本旅客鐵道（JR西日本）
 和歌山線
■快速（粉河站以東各站停車）、■普通
大谷－笠田－西笠田

## 注腳
1. 1 2 3 4 5 6  曾根悟（監修）. 朝日新聞出版分冊百科編集部（編集） , 编. . 週刊朝日百科. 42号 阪和線・和歌山線・桜井線・湖西線・関西空港線. 朝日新聞出版. 2010-05-16: 20–21 （日语）.
2. ↑  『交通年鑑 昭和63年版』 交通協力會，1988年3月。
3. ↑   (PDF) (新闻稿). 西日本旅客鉄道和歌山支社. 2019-12-13  [2021-01-08]. （原始内容 (PDF)存档于2021-01-04） （日语）.
4. ↑  《和歌山縣統計年鑑》和《和歌山縣公共交通機關等資料集》

## 外部連結
- 笠田｜車站資訊：JR出門網 - 西日本旅客鐵道（日語）